# よくある質問
よくある質問（よくあるしつもん）は、テレビ朝日で放送されたバラエティ特別番組。

## 概要
視聴者から様々な回答するアンケートを対し、職業に関する疑問をお答えして、とっておきな情報を募り、その情報を検証して発表。子供から大人まで知って得する情報バラエティである。
主に『1億3000万人のとっておき!!実は…大事典』のコンセプトに近い番組である。

## 出演

### 司会
- 東野幸治
- ベッキー【第1回】
- 野村真季（テレビ朝日アナウンサー）【第1回】
- 大下容子（テレビ朝日アナウンサー）【第3回】

### ナレーション
- 真地勇志
- 坂上みき

## スタッフ
- 構成：中野俊成、そーたに、興津豪乃、宮下勇二、金沢英明、佐藤雄平
- TD：藤原朋巳
- カメラ：住田清志
- 音声：井之川知穂
- 映像調整：平田壮之介
- 照明：中根鉄弥
- 美術デザイン：玉置未和
- 美術進行：市丸和範、北浦浩一郎
- 大道具：後藤貴弘
- 電飾・特殊装置：深井将
- バルーン装飾：橋本隆
- トラスト装飾：岡林和志
- 装飾：崔梢株
- モニター：石井智之
- メイク：水上摂子
- CG：福田隆之
- VTR編集：上野譲（IMAGICA）
- MA：小嶋雄介（IMAGICA）
- 音効：梅津承子
- TK：
- 編成：村上浩一
- 広報：蓮実理奈
- デスク：中川千波
- AD：山内智未、近藤新也、植田由美、柿田翼、辻隆文、斎藤如花
- AP：中田智也/早坂香里（プロジェクト夢）
- ディレクター：中根三美、三好剛、野上貢、萩原博喜、渡邉孝之、平野進
- プロデューサー：荒井祥之/湯浅健司（IVSテレビ）、西山弘（プロジェクト夢）
- チーフディレクター・プロデューサー：高橋良行
- チーフプロデューサー：藤井智久
- 技術協力：テイクシステムズ
- 美術協力：テレビ朝日クリエイト
- 制作協力：IVSテレビ制作、プロジェクト夢
- 制作著作：テレビ朝日

## 放送日時
すべてJST。
- 第1回:2007年5月6日（日）15：30〜17：25（日曜ワイド枠）
- 幻の第2回:2007年10月27日(土曜日)15:30〜17:25
- 総集編:2008年3月21日（金）23：15〜24：09
- 第3回:2008年3月22日（土）19：00〜20：54

## 遅れネット局
- TSK山陰中央テレビジョン放送（フジテレビ系列） - 2008年5月25日13:00 - 14:55（「TSKワイド劇場」枠）の第3回で放映。
- RKC高知放送（日本テレビ系列） - 2008年4月26日13:30 - 15:25の第3回で放映。